# Сааніка
Са́аніка (ест. Saanika küla) — село в Естонії, у волості Рідала повіту Ляенемаа.

## Населення
Чисельність населення на 31 грудня 2011 року становила 21 особу.

## Географія
Через село проходить автошлях 103 (Рідала — Ніґула).